# Kishatár
Kishatár (korábban Kis-Lehotka, szlovákul: Malá Lehôtka) Privigye városrésze, egykor önálló község Szlovákiában, a Trencséni kerület Privigyei járásában.

## Fekvése
Privigye központjától 2 km-re keletre, a 876 m magas Kis-Grics északi lábánál fekszik.

## Története
A települést 1383-ban említik először, mint a privigyei uradalom részét. 1553-ban 3 portával adózott. 1675-ben 10 jobbágy és 4 zsellérháztartása volt 61 lakossal. 1770-től a bajmóci váruradalom része. 1778-ban 12 házában 81 lakos élt.
A 18. század végén Vályi András így ír róla: „LEHOTKA. Kis, és Nagy Lehota. Két tó falu Nyitra Várm. földes Ura G. Pálfy Uraság, lakosaik katolikusok, fekszenek Nyitrához mintegy mértföldnyire, határbéli földgyeik jók, vagyonnyaik külömbfélék.”
1828-ban 18 háza és 127 lakosa volt. Lakói mezőgazdasággal, állattartással, fazsindely készítéssel, napszámos munkákkal foglalkoztak.
Fényes Elek 1851-ben kiadott geográfiai szótárában így ír a faluról: „Lehota (Kis), tót f., Nyitra vármegyében, 329 kath. lak. Van szép erdeje. F. u. Majthényi familia. Ut. p. Privigye.”
Borovszky Samu monográfiasorozatának Nyitra vármegyét tárgyaló része szerint: „Kis-Lehotka, Privigye mellett, ettől keletre, a hrádeczi erdők alatt fekvő tót falu, 183 r. kath. vallásu lakossal. Posta-, táviró- és vasúti állomása Privigye. A községben állami népiskola van. A XIV. században Privigye város birtoka volt. Későbbi földesurai a Pálffyak voltak.”
1910-ben 248 szlovák lakosa volt. A trianoni diktátumig Nyitra vármegye Privigyei járásához tartozott.
A községet 1960-ban csatolták Privigyéhez.

## Külső hivatkozások
- Kishatár Szlovákia térképén

## Lásd még
- Privigye
- Nagyhatár
- Nyitranecpál
- Váracska